# Grundfors kraftstation
Grundfors kraftstation byggdes mellan 1953 och 1958 i Umeälven vid Grundfors. Som mest arbetade ca 500 personer på bygget. Avloppskanalen grävdes ut med en av Vattenfalls stora Marion 7400 släpgrävmaskiner, CF 62 som levererades som ny till bygget i Grundfors, maskinen flyttades senare till bygget i Umluspen.

## Grundforsolyckan
Våren 1956 inträffade en svår sprängolycka vid bygget av Grundfors kraftstation. Vid sprängningen av den 4 km långa avloppskanalen från kraftstationen gick en salva på totalt 7 ton dynamit av för tidigt, sju man dog och tre skadades svårt. Trots många och långa utredningar kunde orsaken till olyckan inte fastställas.